# 제11회 미국 배우 조합상
제11회 미국 배우 조합상은 2004년 뛰어난 활동을 보인 영화 배우를 기리기 위해 2005년 2월에 열린 시상식이다. LA, Shrine Exposition Center에서 개최되었다.

## 수상 및 후보

### 영화부문 앙상블상
- 사이드웨이 - 폴 지아마티 외 3인 수상
- 에비에이터 - 그웬 스테파니 외 9인
- 네버랜드를 찾아서 - 조니 뎁 외 8인
- 호텔 르완다 - 돈 치들 외 3인
- 밀리언 달러 베이비 - 힐러리 스왱크 외 2인
- 레이 - 제이미 폭스 외 7인

### 영화부문 여우주연상
- 밀리언 달러 베이비 - 힐러리 스왱크 수상
- 빙 줄리아 - 아네트 베닝
- 이터널 선샤인 - 케이트 윈슬렛
- 기품있는 마리아 - 카타리나 산디노 모레노
- 베라 드레이크 - 이멜다 스턴톤

### 영화부문 남우주연상
- 레이 - 제이미 폭스 수상
- 에비에이터 - 레오나르도 디카프리오
- 네버랜드를 찾아서 - 조니 뎁
- 호텔 르완다 - 돈 치들
- 사이드웨이 - 폴 지아마티

### 영화부문 여우조연상
- 에비에이터 - 케이트 블란쳇 수상
- 호텔 르완다 - 소피 오코네도
- 킨제이 보고서 - 로라 리니
- 사이드웨이 - 버지니아 매드슨
- 스팽글리쉬 - 클로리스 리치먼

### 영화부문 남우조연상
- 밀리언 달러 베이비 - 모건 프리먼 수상
- 콜래트럴 - 제이미 폭스
- 네버랜드를 찾아서 - 프레디 하이모어
- 노트북 - 제임스 가너
- 사이드웨이 - 토마스 헤이든 처치

### TV드라마부문 앙상블연기상
- CSI 과학수사대 - 윌리암 L. 피터슨 수상
- 24 - 키퍼 서덜랜드 8인
- 식스 핏 언더 - 피터 크라우즈
- 소프라노스 - 제임스 갠돌피니 외 14인
- 웨스트 윙 - 앨리슨 제니 외 11인

### TV드라마부문연기상(여자)
- 앨리어스 - 제니퍼 가너 수상
- Jack & Bobby - 크리스틴 라티
- 소프라노스 - 드리아 드 마테오
- 소프라노스 - 에디 팔코
- 웨스트 윙 - 앨리슨 제니

### TV드라마부문연기상(남자)
- 법과 질서 - 성범죄 수사대 - 제리 오바치 수상
- 24 - 키퍼 서덜랜드
- 허프 - 행크 아자리아
- 소프라노스 - 제임스 갠돌피니
- FBI 실종 수사대 - 안소니 라파글리아

### 코미디부문 앙상블연기상
- 위기의 주부들 - 마샤 크로스 외 12인 수상
- 어레스티드 디벨롭먼트 - 포티아 드 로시 외 8인
- 내 사랑 레이몬드 - 도리스 로버츠 외 6인
- 섹스 앤 시티 - 사라 제시카 파커 외 3인
- 윌 & 그레이스 - 메간 멀러리 외 3인

### 코미디부문연기상(여자)
- 위기의 주부들 - 테리 해처 수상
- 내 사랑 레이몬드 - 패트리샤 히튼
- 내 사랑 레이몬드 - 도리스 로버츠
- 섹스 앤 시티 - 사라 제시카 파커
- 윌 & 그레이스 - 메간 멀러리

### 코미디부문연기상(남자)
- 탐정 몽크 - 토니 샬호브 수상
- 어레스티드 디벨롭먼트 - 제이슨 베이트먼
- 내 사랑 레이몬드 - 레이 로마노
- 투 앤 어 하프 멘 - 찰리 쉰
- 윌 & 그레이스 - 션 헤이즈

### TV영화/미니시리즈부문 연기상(여자)
- 겨울의 사자 헨리 2세 - 글렌 클로즈 수상
- The Goodbye Girl - 패트리샤 히튼
- 천사의 투쟁 - 힐러리 스웽크
- 피터 셀러스의 삶과 죽음 - 샤를리즈 테론
- The Wool Cap - 케케 파머

### TV영화/미니시리즈부문 연기상(남자)
- 피터 셀러스의 삶과 죽음 - 제프리 러쉬 수상
- 3: The Dale Earnhardt Story - 배리 페퍼
- 천국에서 만난 다섯 사람 - 존 보이트
- 리뎀프션 - 제이미 폭스
- The Wool Cap - 윌리암 H. 머시

### 공로상
- 노트북 - 제임스 가너 수상